# Cheungbeia
Cheungbeia é um gênero de gastrópodes pertencente a família Pseudomelatomidae.

## Espécies
- Cheungbeia kawamurai (Habe & Kosuge, 1966)
- Cheungbeia laterculata (G. B. Sowerby II, 1870)
- Cheungbeia mindanensis (Smith E. A., 1877)[2]
- Cheungbeia robusta (Hinds, 1843)[3]